# Blepharis reekmansii
Blepharis reekmansii är en akantusväxtart som beskrevs av K. Vollesen. Blepharis reekmansii ingår i släktet Blepharis och familjen akantusväxter. Inga underarter finns listade i Catalogue of Life.